# Distretto di Haizhou (Liaoning)
Il distretto di Haizhou (海州区S, Hǎizhōu QūP) è un distretto della Cina, situato nella provincia di Liaoning e amministrato dalla prefettura di Fuxin.